# Мајк Портној
Мајкл Стивен Портној (енгл. Michael Stephen Portnoy; Њујорк, 20. април 1967) је амерички бубњар. Портној је најпознатији као бивши члан америчког прогресив метал бенда Дрим Тијатер, са којима је наступао од 1985. до 2010. године. Музички часопис Модерн драмер (енгл. Modern Drummer) доделио му је преко 20 награда, као признање за врхунско бубњарско умеће.

## Биографија

### Младост и музички почеци
Мајк Портној је рођен у Њујорку, 1967. године, у јеврејској породици. Отац му је био радио ДЈ, па је Мајк врло рано почео да слуша рокенрол, преко очеве колекције грамофонских плоча. Као прве музичке утицаје истиче Битлсе и групу Кис.
Иако је бубњеве почео да учи сам, током средње школе је узимао часове музичке теорије. У то време је почео да свира у својим првим бендовима Intruder, Rising Power и , од којих је са последња два снимио по један албум. Ове бендове је напустио када је добио стипендију за студије на музичкој академији Беркли, где је упознао Џона Петручија и Џона Мајанга, са којима је 1985. године основао бенд Majesty, који ће касније постати Дрим Тијатер.

### Дрим Тијатер
Портној је са Дрим Тијатер наступао 25 година, и за то време је представљао незваничног лидера бенда. Заједно са Петручијем, копродуцирао је шест албума групе, почевши од албума Metropolis Pt. 2: Scenes from a Memory из 1999. године. Од албума A Change of Seasons, Портној је био аутор већине текстова, попуњавајући празнину насталу одласком дотадашњег текстописца Кевина Мура из групе, након албума Awake из 1994. године. Такође је био задужен и за пратеће вокале, као и за контакт са фановима, а током година створио је огромну колекцију меморабилије везане за Дрим Тијатер.
Портној је напустио Дрим Тијатер у септембру 2010. године, након што је остатак бенда одбио његов предлог да направе паузу у раду, због креативне кризе. Након негативних реакција великог броја фанова и заоштравања односа између њега и осталих чланова бенда, Портној је повукао своју одлуку и молио да се врати у бенд, али је одбијен. Дрим Тијатер су наставили даље без њега, заменивши га познатим бубњарем Мајком Мангинијем.

### Остали пројекти
Мајк Портној важи за изузетно активног музичара. Осим Дрим Тијатер и повремених гостовања на албумима других познатих музичара, био је члан и инструменталног џез рок састава Liquid Tension Experiment, као и прогресив рок супергрупе Transatlantic. Након напуштања Дрим Тијатер, основао је два бенда: Adrenaline Mob и Flying Colors. Осим наведених, Портној је био повремени концертни или студијски члан следећих бендова: Avenged Sevenfold, OSI, Hail!, Stone Sour, Fates Warning, Overkill, G3 и других. Такође, Портној је основао и неколико трибјут бендова, у којима свира обраде Битлса, Лед Цепелин и група Раш и Ху.

## Награде и признања
Мајк Портној је добитник више награда магазина Модерн Драмер, које, између осталих, укључују:
- Најбољи долазећи таленат (1994)
- Најбољи прогресив рок бубњар (сваке године између 1995 и 2006)
- Најбољи снимљени наступ (1995, 1996, 1998, 2000, 2002, 2007 и 2011)
- Најбоља бубњарска клиника (2000, 2002)
- Најбољи едукативни видео (2000, 2002)
- Улазак у хол славних (2004)

Године 2009, уврштен је међу 50 најбољих бубњара на свету, по избору часописа Rhythm Magazine, на петом месту. Године 2010, добио је награду Златни Бог (енгл. Golden God Award) часописа Метал Хамер, као најбољи бубњар. У анкети спроведеној међу више од 6.500 бубњара широм света, проглашен је за најбољег бубњара прогресивног рока за 2010. годину. У 2011. години, добио је награду Revolver Golden God Award за најбољег бубњара (за свој рад са бендом Avenged Sevenfold), као и награду магазина Drum!, за најбољег бубњара 2011. године.

## Дискографија
Дрим Тијатер:
- (1986)
- (1989)
- (1992)
- (1993)
- (1994)
- (1995)
- (1997)
- (1998)
- (1999)
- (2000)
- (2002)
- (2003)
- (2004)
- (2005)
- (2006)
- (2007)
- (2008)
- (2008)
- (2009)

Остали албуми
- - [11] (1984)
- - [12] (1986)
- -  (1986)
- Inner Sanctum - [13] (1987)
- -  (1998)
- -  (1999)
- -  (2000)
- -  (2001)
- -  (2001)
- -  (2003)
- -  (2003)
- -  (2003)
- -  (2004)
- -  (2005)
- -  (2006)
- -  (2006)
- -  (2006)
- -  (2006)
- -  (2007)
- -  (2007)
- -  (2007)
- -  (2008)
- -  (2009)
- -  (2010)
- -  (2010)
- -  (2011)
- -  (2011)
- -  (2011)
- -  (2012)
- -  (2012)